# کامپو د میرا
کامپو دِ میرا (به اسپانیایی: Campo de Mirra) دهستانی در استان آلیکانتهٔ اسپانیا است.
در این دهستان ۴۲۴ نفر زندگی می‌کنند. مساحت این دهستان ۲۱٫۷۳ کیلومتر مربع است.